# Rodrigo Guendelman
Rodrigo Guendelman Bacalu (Santiago, 4 de mayo de 1969) es un periodista chileno especializado en temas de ciudad y arquitectura.

## Biografía
Nacido en Santiago, Guendelman estudió periodismo en Universidad Diego Portales y obtuvo un Master of Business Administration (MBA) por la Universidad Adolfo Ibáñez.
Tras una trayectoria inicialmente enfocada en crítica musical, se especializó en temáticas de ciudad y arquitectura como columnista del diario chileno La Tercera en 2011 y fundador del proyecto digital Santiago Adicto.
En radio condujo el programa Divertimento junto a la artista María Gracia Subercaseaux en Radio Zero entre 2001 y 2015. Ese mismo año comenzó a conducir Santiago Adicto en la misma radio. Tras el cierre de Radio Zero en 2020, Guendelman se trasladó con el programa a Radio Duna.
En televisión fue panelista de Pasiones (TVN) y conductor de la sección Hay que ir en Teletrece (Canal 13) entre 2015 y 2023.
En 2017 recibió la Distinción de Honor del Colegio de Arquitectos de Chile, un reconocimiento otorgado "a quien, no siendo arquitecto o arquitecta, se haya distinguido por su labor próxima al ejercicio profesional de los arquitectos".
Ese mismo año recibió el Premio Benjamín Vicuña Mackenna en la categoría Comunicaciones, junto a Núcleo Ochagavía (Urbanismo), el Museo a Cielo Abierto en San Miguel (Patrimonio), la Red de Santuarios de la Naturaleza (medio ambiente), el Foro Mundial de la Bicicleta (Ciudadanos) y Rubén Stehberg (Investigación).
En 2019 formó parte de la Comisión de la Política Nacional de Parques Urbanos del Ministerio de Vivienda y Urbanismo. Ese mismo año integró el Comité de Contenidos del Pabellón de Chile en la Expo Dubai 2020 y el jurado en la sección de publicaciones de la XXI Bienal de Arquitectura de Chile junto a Beatriz Coeffé, Humberto Eliash y Claudia García Lima.